# Johan Beyer
Johan Beyer, född 1923, död 2005, var företagsledare på Orrefors glasbruk AB 1948-1976. 
Johan Beyer tog 1948 över Orrefors glasbruk efter båda föräldrarnas bortgång och han fortsatte familjens sociala traditioner. Han blev en mycket tidig förespråkare för begreppet företagsdemokrati.
Johan Beyer startade Orrefors Samhällsförening och var dess ordförande tills han flyttade från Orrefors 1976 efter att ha sålt glasbruket till Incentive. 